# Thérondels
Thérondels är en kommun i departementet Aveyron i regionen Occitanien i södra Frankrike. Kommunen ligger i kantonen Mur-de-Barrez som ligger i arrondissementet Rodez. År 2022 hade Thérondels 359 invånare.

## Befolkningsutveckling
Antalet invånare i kommunen Thérondels
Referens: INSEE